# Eduard Hämäläinen
Eduard Hämäläinen (ur. 21 stycznia 1969 w Karagandzie) – fiński lekkoatleta, wieloboista, trzykrotny uczestnik letnich igrzysk olimpijskich (Barcelona 1992, Atlanta 1996, Sydney 2000). W czasie swojej kariery reprezentował również Związek Socjalistycznych Republik Radzieckich (do 1991), Wspólnotę Niepodległych Państw (1992) oraz Białoruś (do 1996).

## Sukcesy sportowe
- mistrz WNP w dziesięcioboju – 1992[1]
- mistrz Finlandii w biegi na 110 metrów przez płotki – 1998
- mistrz Finlandii w dziesięcioboju – 2000[2]
- trzykrotny zwycięzca zawodów Hypo-Meeting – 1993, 1994, 1997[3]

| Rok  | Miasto          | Zawody                      | Konkurencja   | Wynik         |
| ---- | --------------- | --------------------------- | ------------- | ------------- |
| 1988 | Greater Sudbury | mistrzostwa świata juniorów | dziesięciobój | brązowy medal |
| 1991 | Tokio           | mistrzostwa świata          | dziesięciobój | 7. miejsce    |
| 1993 | Stuttgart       | mistrzostwa świata          | dziesięciobój | srebrny medal |
| 1993 | Toronto         | halowe mistrzostwa świata   | siedmiobój    | brązowy medal |
| 1995 | Göteborg        | mistrzostwa świata          | dziesięciobój | srebrny medal |
| 1996 | Atlanta         | igrzyska olimpijskie        | dziesięciobój | 5. miejsce    |
| 1997 | Ateny           | mistrzostwa świata          | dziesięciobój | srebrny       |
| 1998 | Budapeszt       | mistrzostwa Europy          | dziesięciobój | srebrny       |

## Rekordy życiowe
| Dystans                          | Wynik   | Miasto i data         |
| -------------------------------- | ------- | --------------------- |
| dziesięciobój                    | 8735    | Götzis 29/05/1994     |
| siedmiobój (hala)                | 6096    | Berlin 15/02/1992     |
| bieg na 60 m (hala)              | 7,05    | Berlin 14/02/1992     |
| bieg na 100 m                    | 10,50   | Götzis 28/05/1994     |
| bieg na 400 m                    | 46,71   | Ateny 05/08/1997      |
| bieg na 1000 m (hala)            | 2:38,56 | Berlin 15/02/1992     |
| bieg na 1500 m                   | 4:22,5  | Symferopol 24/05/1987 |
| bieg na 60 m przez płotki (hala) | 8,02    | Berlin 14/02/1992     |
| bieg na 110 m przez płotki       | 13,57   | Stuttgart 20/08/1993  |
| skok wzwyż                       | 2,15    | Nogent 1995           |
| skok wzwyż (hala)                | 1,98    | Berlin 14/02/1992     |
| skok o tyczce                    | 5,30    | Stuttgart 20/08/1993  |
| skok o tyczce (hala)             | 5,00    | Berlin 15/02/1992     |
| skok w dal                       | 7,67    | Götzis 29/05/1993     |
| skok w dal (hala)                | 7,12    | Berlin 14/02/1992     |
| pchnięcie kulą                   | 16,74   | Götzis 26/05/1996     |
| pchnięcie kulą (hala)            | 15,62   | Berlin 14/02/1992     |
| rzut dyskiem                     | 52,20   | Talence 11/09/1994    |
| rzut oszczepem                   | 61,88   | Stuttgart 20/08/1993  |